# Daytona Beach Sun Devils
Die Daytona Beach Sun Devils waren ein US-amerikanisches Eishockeyfranchise der Sunshine Hockey League aus Daytona Beach, Florida. 

## Geschichte
Das Franchise nahm zur Saison 1992/93 unter dem Namen Daytona Beach Sun Devils als eines von fünf Gründungsmitgliedern den Spielbetrieb in der Sunshine Hockey League auf. In dieser kamen die Devils nie über die erste Playoff-Runde hinaus. Zur Saison 1995/96 änderten die Sun Devils ihren Namen in Daytona Beach Breakers und auch die Liga änderte ihren Namen in Southern Hockey League. Nach der Spielzeit, in der Daytona Beach zum dritten Mal in vier Jahren in der ersten Playoff-Runde ausschied, wurde die Southern Hockey League aufgelöst und auch die Mannschaft aus Daytona Beach stellte den Spielbetrieb ein.   

## Saisonstatistik
Abkürzungen: GP = Spiele, W = Siege, L = Niederlagen, T = Unentschieden, OTL = Niederlagen nach Overtime SOL = Niederlagen nach Shootout, Pts = Punkte, GF = Erzielte Tore, GA = Gegentore, PIM = Strafminuten
| Saison  | GP | W  | L  | T | OTL | SOL | Pts | GF  | GA  | Platz    | Playoffs                       |
| 1992/93 | 48 | 18 | 25 | — | —   | 5   | 41  | 226 | 258 | 3., SuHL | Niederlage in der ersten Runde |
| 1993/94 | 54 | 16 | 35 | — | —   | 3   | 35  | 210 | 327 | 4., SuHL |                                |
| 1994/95 | 56 | 18 | 37 | — | —   | 1   | 37  | 264 | 320 | 5., SuHL | Niederlage in der ersten Runde |
| 1995/96 | 60 | 33 | 20 | — | —   | 7   | 73  | 297 | 251 | 2., SHL  | Niederlage in der ersten Runde |

## Team-Rekorde (Sunshine Hockey League)

### Karriererekorde
Spiele: 134  Dale Kelly
Tore: 48  Mike Kelly
Assists: 61  Dale Kelly
Punkte: 104  Mike Kelly
Strafminuten: 348  Dan O’Brien

## Bekannte Spieler
- Jari Pasanen